# Dienstonderscheiding (Groothertogdom Saksen)
De Dienstonderscheiding (Duits: Dienstauszeichnung) was een in 1834 ingestelde onderscheiding van het Groothertogdom Saksen-Weimar-Eisenach, dat in 1877 het Groothertogdom Saksen werd, een van de Duitse staten. De onderscheiding werd in twee of drie graden en meerdere uitvoeringen uitgereikt. Dienstonderscheidingen werden als onderscheiding voor trouwe dienst aan militairen in het Groothertogelijk Saksische Leger, later na 1873 in het Saksische regiment in het Duitse leger uitgereikt. De val van de monarchie in 1918 maakte een einde aan de Saksische onderscheidingen.

## Beschrijving
Het Ereteken werd tussen 1831 en 1872 in twee graden uitgereikt voor 20 of 10 dienstjaren. Tussen 1872 en 1901 werden er drie graden voor 21, 15 en 9 dienstjaren. Tussen 1913 en 1918 waren er drie dienstonderscheidingen voor 15, 12 en 9 dienstjaren.
De traditie om naast de ridderorden een Dienstonderscheiding uit te reiken is terug te voeren op de Pruisische Dienstonderscheiding die in 1810 werd ingesteld.
De dienstonderscheidingen zijn de Saksische evenknie van de Nederlandse Kruisen voor trouwe Dienst en de Medailles voor Trouwe Dienst voor onderofficieren en manschappen. Anders als in Nederland en veel andere staten maakte het Groothertogdom Saksen tot 1872 geen onderscheid tussen de dienstonderscheidingen voor officieren, onderofficieren en soldaten. Na 1872 kregen alleen de uit het Groothertogdom Saksen afkomstige onderofficieren en soldaten bij jubilea een Groothertogelijk Saksische Dienstonderscheiding. De onderscheiding werd nu ook aan de Gendarmerie uitgereikt.
In 1913 kwam niet alleen in het Groothertogdom maar in de drie Ernestijnse hertogdommen een einde aan de eigen dienstonderscheidingen. De hertogen van Saksen-Altenburg, Saksen-Coburg en Gotha en Saksen-Meiningen stichtten als vervanging van de verschillende "Schnallen" een nieuwe onderscheiding in de vorm van een kruis dat sterk leek op de dienstonderscheiding van Pruisen. Voor onderofficieren en manschappen uit de drie hertogdommen was een nieuwe medaille voorzien. Hun onderdanen dienden in Pruisische regimenten en in de Keizerlijke Marine.
- De gemeenschappelijke Dienstonderscheiding voor Onderofficieren en Manschappen alsook het Gendarmenkorps. 1913-1918

## Dienstonderscheidingen 1834 - 1872
- Dienstonderscheiding Ie Klasse voor 20 Dienstjaren der Officieren, Onderofficieren en Manschappen.
- Dienstonderscheiding Ie Klasse voor 10 Dienstjaren der Officieren, Onderofficieren en Manschappen.

Het uit ijzer gegoten kruis lijkt sterk op het in 1813 ingestelde IJzeren Kruisen van het Koninkrijk Pruisen. Het kruis Ie Klasse heeft een zilveren montuur op de armen en is iets gedetailleerder gegoten. De dragers poetsen ring, kroon en monogram vaak wat op om meer contrast te krijgen op de donkere metalen onderscheiding.
Op een centraal ijzeren medaillon staat het gekroonde monogram "CF" voor Carl Friedrich van Saksen-Weimar-Eisenach.
Op de keerzijde staat binnen een krans het Romeinse cijfer "X" of "XX". Het kruis werd aan een zwart lint met groen-gele bies op de linkerborst gedragen. Door de meegegoten bal op het bovenste kruisarm van het Kruis IIe Klasse is een zware ijzeren ring getrokken. De Ie Klasse hangt aan een veel lichtere, aan het kruis gesoldeerde, gesoldeerde zilveren bal en ring.
Het kruis Íe Klasse werd aan een 3 centimeter breed groen lint met groen-citroengele bies op de linkerborst of in het knoopsgat gedragen. Het weegt 7 gram en meet 29,5 bij 29,5 millimeter. Het is zeldzaam, omdat het kleine Saksen-Weimar-Eisenach een klein leger bezat zijn er niet meer dan 6 decoraties bekend.
Het kruis ÍIe Klasse werd aan een 3 centimeter breed groen lint met groen-citroengele bies op de linkerborst of in het knoopsgat gedragen. Het weegt 9 gram en is iets groter dan het Kruis van de IIe Klasse. Het meet 33 bij 33 millimeter. De zilveren versiering in 3 millimeter breed. Het is zeldzaam, omdat het kleine Saksen-Weimar-Eisenach een klein leger bezat zijn er niet meer dan 31 decoraties bekend.

## Dienstonderscheidingen 1872 - 1901

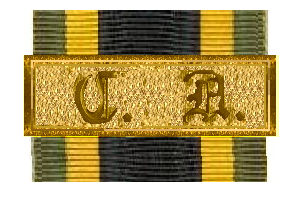
Ie Klasse

- Dienstonderscheiding Ie Klasse voor 21 Dienstjaren der Onderofficieren, Manschappen en Gendarmerie.
- Dienstonderscheiding Ie Klasse voor 15 Dienstjaren der Onderofficieren, Manschappen en Gendarmerie.
- Dienstonderscheiding Ie Klasse voor 9 Dienstjaren der Onderofficieren, Manschappen en Gendarmerie.

In 1872 werd overgegaan op een "Schnalle", een typisch Duitse onderscheiding in de vorm van een gesp op een vierkant stukje lint. Het lint bleef zwart met een brede geel met  groene bies. Op de vierkante verguld zilveren, zilveren en verzilverd ijzeren gespen stond het groothertogelijk monogram "C.A." voor Karel Alexander  in Gotisch schrift.

## Dienstonderscheidingen 1901 - 1913

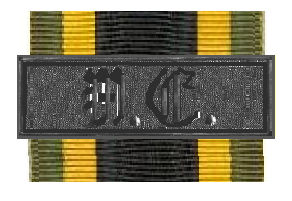
IIIe Klasse in ijzer

- Dienstonderscheiding Ie Klasse voor 21 Dienstjaren der Onderofficieren, Manschappen en Gendarmerie.
- Dienstonderscheiding Ie Klasse voor 15 Dienstjaren der Onderofficieren, Manschappen en Gendarmerie.
- Dienstonderscheiding Ie Klasse voor 9 Dienstjaren der Onderofficieren, Manschappen en Gendarmerie.

Op de vierkante verguld zilveren, zilveren en verzilverd ijzeren gespen stond nu het groothertogelijk monogram "W.E." voor Wilhelm Ernst in Gotisch schrift. Het lint bleef zwart met een brede geel met groene bies.

## Dienstonderscheidingen 1913 - 1918

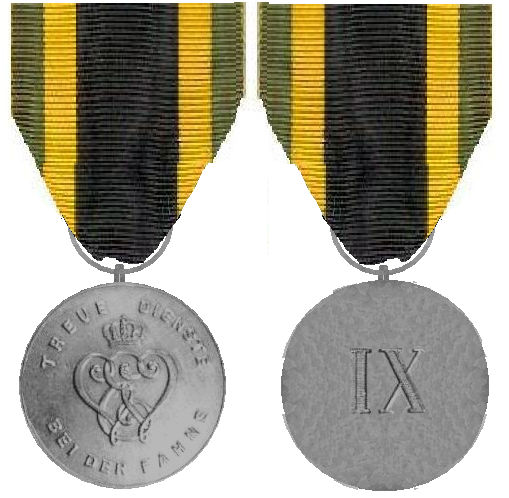
Medaille

- Dienstonderscheiding Ie Klasse voor 15 Dienstjaren der Onderofficieren, Manschappen en Gendarmerie.
- Dienstonderscheiding Ie Klasse voor 12 Dienstjaren der Onderofficieren, Manschappen en Gendarmerie.
- Dienstonderscheiding Ie Klasse voor 9 Dienstjaren der Onderofficieren, Manschappen en Gendarmerie.

Op 20 december 1913 besloot Wilhelm Ernst dat het decoratiestelsel zou worden herzien. Hij stelde nieuwe termijnen vast en besloot dat de Ie Klasse in het vervolg een koperen kruis zou zijn. De IIe en IIIe Klasse werden ronde medailles. Het kruis is een eenvoudig vormgegeven kruis pattée met in het centrale medaillon een gekroond monogram "WE". Op de keerzijde staat het Romeinse getal "XV". De medailles zijn van verguld koper en argentan. Op de voorzijde een gekroond monogram "WE" met het rondschrift "TREUE DIENST BEI DER FAHNE"". Op de keerzijde staat een Romeinse "IX" of "XII". Het kruis en de medailles werden alleen in 1913 en de eerste helft van 1914 uitgereikt. Het lint bleef zwart met een brede geel met groene bies.
De leverancier was Theodor Müller in Weimar.